# Поліформальдегід
Поліформальдегі́д (поліоксиметилен) — продукт полімеризації формальдегіду загального складу (-Н2С-О-)n із молекулярною масою 40 000—120 000. Білий кристалічний порошок з температурою плавлення близько 180 °C, характеризується високою стабільністю, зберігає жорсткість і механічну міцність до 120 °C, стійкий до стирання, до органічних розчинників і олив.
Поліформальдегід використовують для виготовлення шестерень, вкладишів підшипників ковзання, деталей автомобілів, електротехнічних деталей арматури. Плівки з поліформальдегіду дуже міцні. Поліформальдегід може також застосовуватися для отримання волокна.

## Особливості полімеризації формальдегіду
Полімеризація формальдегіду здатна протікати при низьких температурах, явно недостатніх для початку реакції (недостатньо для подолання бар'єру енергії активації). Цей пародокс пояснюється ефектом тунелювання при протіканні даної реакції.